# 타메라 마우리
타메라 다벳 마우리(영어: Tamera Darvette Mowry, 1978년 7월 6일 ~ )는 미국의 배우, 모델이다.

## 출연 작품
- 리뎀션 오브 어 도그 (2012)
- 크리스마스 엔젤 (2012)
- 더블 웨딩 (2010)
- 코벤트리의 전설 2 (2007)
- 코벤트리의 전설 (2005)
- 핫 칙 (2002)
- 세븐틴 어게인 (2000)
- 쇼킹 패밀리 (1999)